# Loonbeek
Loonbeek is een dorp in de Belgische provincie Vlaams-Brabant en een deelgemeente van de gemeente Huldenberg. Loonbeek was een zelfstandige gemeente tot aan de gemeentelijke herindeling van 1977.

## Geografie
Loonbeek ligt langs de weg van Leuven naar Overijse, onmiddellijk ten noordoosten van de dorpskom van Huldenberg waarmee het door lintbebouwing verbonden is. De IJse stroomt door het dorp. Wegens haar ligging in de nabijheid van Leuven en Brussel heeft Loonbeek zich ontwikkeld van een landbouwdorp tot een landelijk woondorp.

## Bezienswaardigheden
- De gotische Sint-Antoniuskerk dateert uit de 15de eeuw. Na de oprichting van een zelfstandige parochie te Loonbeek in 1874 werd de kerk in 1905 uitgebreid. In 1938 werd de kerk beschermd als monument.[1]
- Het kasteel van Loonbeek heeft een kern uit de 17de eeuw. Het verving een vroeger slot dat in 1500 verworven werd door Jan van der Vorst, kanselier van het hertogdom Brabant en dat in 1579 tijdens de godsdienstoorlog vernield werd. De ommuring en de classicistische inrijpoort uit de 17de eeuw bleven bewaard. Het kasteel werd gerestaureerd in 1975-1976 en is in gebruik als pachthoeve. Het kasteel werd samen met de stallen en het wagenhuis in 1999 beschermd als monument terwijl haar omgeving beschermd werd als dorpsgezicht.
- De Molen van Loonbeek op de IJse werd reeds vermeld in 1495 en was een banmolen van de kasteelheren waarvan het wapenschild nog steeds zichtbaar is. De huidige gebouwen dateren uit de 17de en de 18de eeuw. In 1952 werd het waterrad vervangen door een turbine. In 1990 werd de buitenkant volledig gerestaureerd en in 1994 werden de molen en zijn omgeving respectievelijk beschermd als monument en als dorpsgezicht.

## Natuur en landschap
Loonbeek ligt op het Brabants Plateau op een hoogte van 35-90 meter. Het ligt aan de IJse die in noordoostelijke richting naar de Dijle stroomt. Een belangrijk natuurgebied is het Margijsbos.

## Demografische ontwikkeling
- Bronnen:NIS, Opm:1831 tot en met 1970=volkstellingen; 1976 = inwoneraantal op 31 december

## Politiek

### Lijst van burgemeesters
- (vóór of in jaar X)-1813: Jean-Baptiste Landeloos
- 1813-1830: Guillaume Lamal
- 1831-1852: Jan Francis Stroobants
- 1852-1876: Charles-Jean de Wyels
- 1876-1881: Carolus Meeus
- 1885-1891: Jan Francis Thielens
- 1891-(na 1912): Theodoor De Hertogh
- (vóór of in 1919)-1930: C. Lenseclaes
- 1930-1946: Frans Van Essche
- 1946-1961: Jozef Craps
- 1961-(na 1971): Augustinus Sterckx

## Nabijgelegen kernen
Huldenberg, Neerijse
Deelgemeenten: Huldenberg · Loonbeek · Neerijse · Ottenburg · Sint-Agatha-Rode

Belgische gemeenten · Arrondissement Leuven · Vlaams-Brabant · Vlaanderen